# Tyrone Edgar
Tyrone Damien Edgar (Greenwich, 1982. március 29. –) brit atléta, futó.
Hazája négyszer százas váltójával bronzérmet szerzett a 2009-es berlini világbajnokságon. A döntőben Simeon Williamson, Marlon Devonish és Harry Aikines-Aryeetey társaként futott.

## Egyéni legjobbjai
Szabadtér
- 100 méter síkfutás - 10,06
- 200 méter síkfutás - 20,96

Fedett pálya
- 60 méter síkfutás - 6,60
- 200 méter síkfutás - 21,29